# زلنومورسک
زلنومورسک (به لاتین: Zelenomorsk) یک منطقهٔ مسکونی در روسیه است که در شهرستان قره‌بودوخ‌کنتسکی واقع شده‌است.